# Fredensborg Station
Fredensborg Station er en dansk jernbanestation i byen Fredensborg i Nordsjælland. Den har billetsalg, ventesal og toilet.
Stationsbygningen er opført efter tegninger af Carl Wolf. Fredensborg station er en ud af kun 3 tilbageværende stationer i Danmark der også har en kongelig ventesal, Ventesalen er i den vestlige ende af bygningen med egen indgang fra gadeplan og egen udgang mod perron.
Stationen er bemandet og har indenlandsk rejserådgivning og billetsalg (billetsalg, rejsekortoptankning m.m.).
Derudover tilbydes ventesale, kundetoilet (i billetkontorets åbningstid) og mulighed for aflåst cykelopbevaring.

## Antal rejsende
Rejser pr år (indeholder rejser foretaget udelukkende med tog):
| År   | Antal | År   | Antal | År   | Antal  | År   | Antal  |
| ---- | ----- | ---- | ----- | ---- | ------ | ---- | ------ |
| 1984 | 963   | 1996 | 1.091 | 2012 | 2.013  | 2019 | 79.913 |
| 1987 | 927   | 1997 | 1.007 | 2013 | 20.314 | 2020 | 68.700 |
| 1990 | 1.067 | 1998 | 1.078 | 2014 | 34.833 |      |        |
| 1991 | 1.080 | 2000 | 1.051 | 2015 | 63.381 |      |        |
| 1992 | 969   | 2001 | 1.013 | 2016 | 75.659 |      |        |
| 1993 | 925   | 2002 | 870   | 2017 | 76.311 |      |        |
| 1995 | 1.112 | 2003 | 837   | 2018 | 82.017 |      |        |